# 西大門獨立公園
西大門獨立公園（韓語：서대문 독립공원）是位于韓國首爾特別市西大門區峴底洞的一座公园，原址是朝鮮日治時期启用的监狱西大門刑務所；1987年11月15日监狱停用后改建成为公园，于1992年8月15日日本投降纪念日开幕。公园面积为113,021.7平方公尺。

## 主要景观
- 西大門刑務所
- 迎恩门柱础
- 独立门
- 独立馆
- 三·一独立宣言纪念塔
- 徐载弼像
- 独立广场

## 交通
●首都圈電鐵3號線 独立门站